# 臺北市私立華興高級中學
華興高級中學（英語：Huaxing High School），全名為「華興學校財團法人臺北市私立華興高級中等學校」，是臺北市的一所私立高級中學，位於陽明山麓，以「信、望、愛」為其創校理念，並期許在此的莘莘學子皆可保有「陽光、健康、知性」。

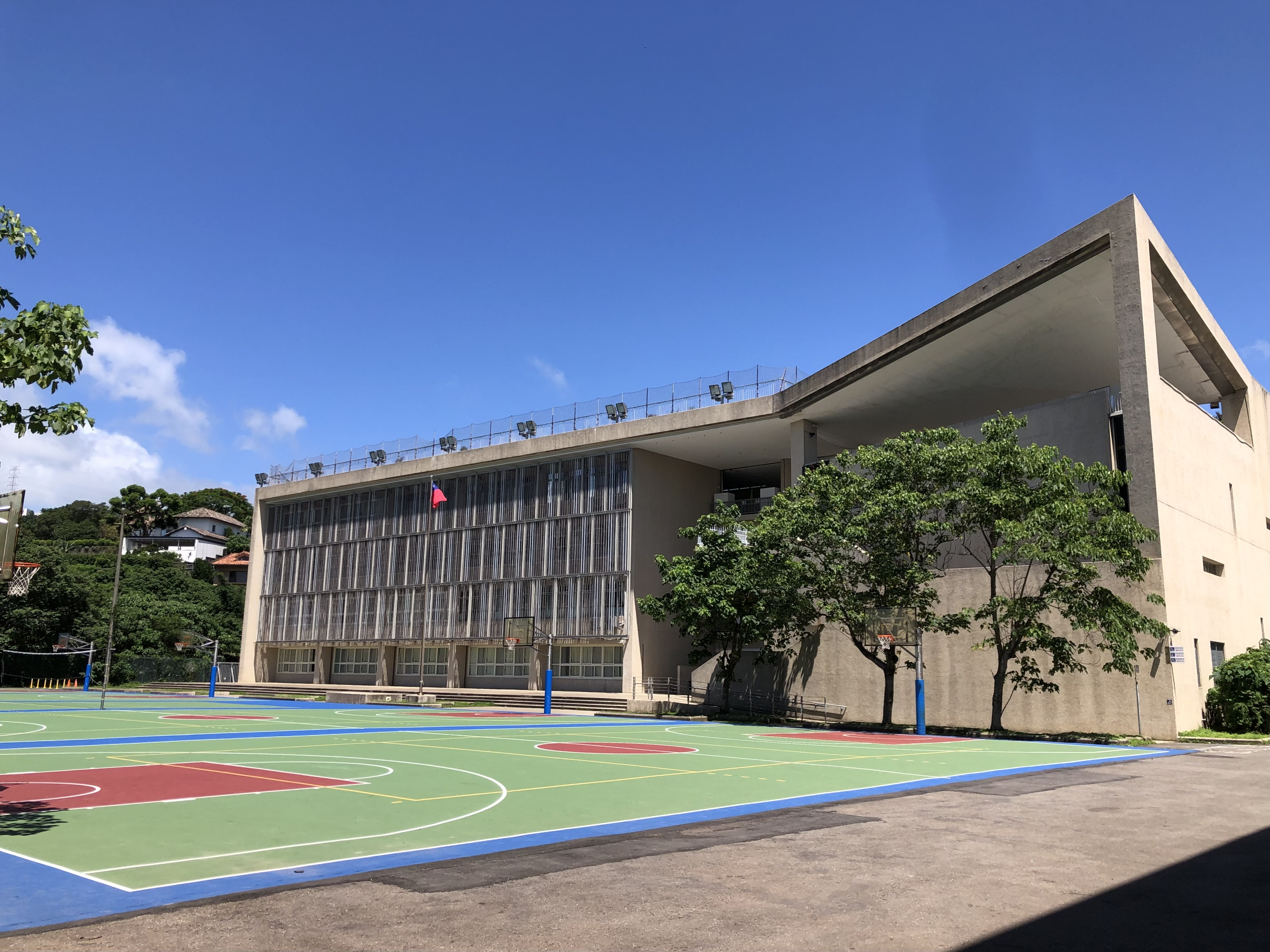
華興中學國高中部美齡樓

起初只設有華興育幼院，是當年蔣宋美齡女士擔任婦聯會主委時，為收容一江山守軍烈士遺孤及大陳島撤退來台的遺孤所設立，而後陸續增設幼稚園、小學部、國中部以及高中部。民國九十年、九十四年七月董事會分別聘請陳守讓、高宏煙接管院校業務，期勉掌握時代脈動，改變經營方針，全面組織再造，以期能永續發展。其中，小學部、國中部與高中部即合稱「華興中學」。

## 學校象徵

### 校訓
民國四十七年，本校成立，當時禮義廉恥為全國共通校訓。蔣夫人秉持耶穌基督有憐憫、有恩典、有慈愛的宏大愛心，恭請先總統蔣中正題頒「信、望、愛」三字為本校校訓，期勉青年學子立身處世、純真向善、抱負宏遠、愛人愛己。

### 校徽
本院成立次年，院長黃若瑛女士有感於團體精誠凝聚之必要，特請詩人鄧禹平設計院徽。院徽採用學校三角徽記通例，用簡明線條呈現活潑可愛幼兒的純真，並蘊含夫人的愛心與及人之幼的偉大情操。院徽整體顏色的配合，以國徽青天白日轉化為柔和造型，藍天代表開闊心胸、純白代表自由平等，象徵崇高磊落的人格和光明潔白的心地。日後沿用為中學校徽，有本院校一家之意。
| 華興育幼院院旗 | 華興小學校旗 | 華興中學校旗 |

## 歷任董事長
| 任期   | 姓名     | 任期          |
| ------ | -------- | ------------- |
| 創辦人 | 蔣宋美齡 | 1955年—2003年 |
| 1      | 辜嚴倬雲 | 2003年—2018年 |
| 2      | 蔣次寧   | 2018年—現任   |

## 歷任校長
| 任期 | 姓名   | 任期                 |
| ---- | ------ | -------------------- |
| 1    | 皮以書 | 1955年4月－6月       |
| 2    | 黃若瑛 | 1955年7月－1968年6月 |
| 3    | 劉我英 | 1968年7月－1969年1月 |
| 4    | 江學珠 | 1969年1月－1975年6月 |
| 5    | 邵夢蘭 | 1975年6月－1976年8月 |
| 6    | 陳紀彝 | 1976年8月－1986年2月 |
| 7    | 談太儁 | 1986年2月－1990年7月 |
| 8    | 張雪琴 | 1990年7月－1993年4月 |
| 9    | 林建業 | 1993年4月－1996年2月 |
| 10   | 茅鍾琪 | 1996年2月－2001年1月 |
| 11   | 陳守讓 | 2001年2月－2011年7月 |
| 12   | 梅瑞珊 | 2011年8月－2020年7月 |
| 13   | 曾騰瀧 | 2020年8月－現任      |

華興中學在第11任陳守讓任期內曾經同時存在小學部校長 高宏煙、蕭慶智，後來在華興中學在第12任梅瑞珊任期內，再改回中小學只有一位校長。

## 棒球隊
1969年，金龍少棒隊在美國威廉波特獲得世界少棒大賽冠軍後，全體隊員進入華興中學就讀，並聘請陳秀雄、方水泉兩人擔任教練，於1970年成立青少棒隊，以延續隊員們的棒球生涯。該批學生升上高中之後，學校又成立青年棒球隊。在隨後的二十餘年間，華興中學成為台灣青少年棒球及青年棒球的重鎮。可惜華興在2003年將青少棒停招，2007年青棒隊也成為歷史，但於2016年成立少棒隊，2019年再度恢復青少棒隊，可是型態轉為社團球隊。

## 外部連結
- 台北市私立華興中學官網 （页面存档备份，存于）